# Smarta
El terme smarta fa referència als adherents de l'hinduisme que segueixen els xastres (escriptures sagrades hindús) smriti. D'aquest mot en deriva el neologisme smartisme o "tradició smarta" (smarta sampradaya).

## Etimologia
En sànscrit, smarta és una derivació del terme smriti ('record', 'tradició').  Smarta significa doncs 'basat en els [textos] smriti. Els smriti són textos basats en les doctrines vèdiques. En general engloben els Itihasa (com ara el Mahabharata o el Ramayana), els Purana i els dharmasastra (els llibres de religió i moral, com les Lleis de Manu).
El concepte de smarta s'oposa al de xrauta, que significa 'basat en els xruti. Els xruti ('escoltats [directament de Déu]') són els textos sagrats principals com els quatre Vedes i les més de cent Upanixad.

## Tradició smarta
Principalment -encara que no únicament- els practicants de l'smartisme segueixen la filosofia d'Adi Shankara, el monjo filòsof conegut com el shan mata sthapana Acharya, 'fundador del sistema de les sis escoles'. Shankara va voler consolidar totes les fes hindús sota la bandera de la doctrina 'no-dual' de l'advaita vedanta.
Per unificar l'adoració en tota l'Índia, Shankara va popularitzar l'antic altar smarta de cinc deïtats: Ganapati, Surya, Vixnu, Xiva i Xacti, i va afegir-hi Kumara. D'aquests sis, els devots poden triar una 'deïtat preferida', o ixta devata. Cadascun d'aquests déus es consideren un reflex del saguna Brahman (Déu, amb qualitats), com oposat al nirguna Brahman (Déu, sense cap qualitat que el qualifiqui).
Hi ha molts smartas que són seguidors del guru xivaïta Shivaya Subramuniya Swami.